# Geocoryne
Geocoryne is een geslacht van schimmels behorend tot de familie Discinellaceae. De typesoort is Geocoryne variispora.

## Soorten
Volgens Index Fungorum telt dit geslacht twee soorten (peildatum februari 2022):
| Soortnaam            | Auteur(s)                  | Publicatiejaar |
| -------------------- | -------------------------- | -------------- |
| Geocoryne exogloea   | Ram N. Singh & V.P. Tewari | 1978           |
| Geocoryne variispora | Korf                       | 1978           |